# Émile Ernault
Émile Ernault (Saint-Brieuc, 1852-1938) fou un lingüista bretó, estudiós dels dialectes de Bro Dreger i Bro Gwened. Amb Fañch Vallée fundà el 1908 l'Emglev ar Skrivagnerien (Entesa d'escriptors bretons) per a promoure una grafia unificada per a la llengua bretona,basada en el dialecte de Bro Leon millorant la proposada per Jean-François-Marie Le Gonidec. També fou membre del Gorsedd de Bretanya